# JavaScript de Fireworks
Para otros usos de estas siglas, véase JSF (desambiguación).
JSF son las siglas de JavaScript de Fireworks. Es un documento que contiene rutinas de Javascript de Macromedia Fireworks (que usa el motor Javascript-C de Mozilla Spidermonkey), esto es muy útil para hacer  
Extensiones de FW
ejemplo de jsf:
```
App.progressCountCurrent = 1;
App.batchStatusString = '2-Glass-Hamper.jpg';
if (!Files.exists('img.jpg') || confirm('sol.jpg already exists.¬ 
Click OK to  replace the file.')) 
fw.exportDocumentAs(doc, 'mi.jpg',({applyScale:false, colorMode:"24 bit",¬
 exportFormat:"JPEG", jpegQuality:80, jpegSmoothness:0, jpegSubsampling:0, name:"JPEG¬
- Better  Quality", numEntriesRequested:0, percentScale:"100", useScale:true, xSize:0,  ¬  
ySize:0}));
if (!Files.exists('do.jpg') || confirm(mi.jpg already exists. Click OK ¬ 
 to replace the file.')) 
fw.exportDocumentAs(doc, fa.jpg',({applyScale:true, colorMode:"24 bit", ¬ exportFormat:"JPEG",  
jpegQuality:80, jpegSmoothness:0, jpegSubsampling:0,¬
name:"JPEG - Better  Quality", numEntriesRequested:0, percentScale:100, ¬
useScale:false, xSize:-100, ySize:-100}));
fw.closeDocument(doc);
```

## Enlaces de interés
Rutinas para JSF de Fireworks
- Datos: Q5927304